# Joanna Piasecka
Joanna Agnieszka Piasecka  z domu Urbańska (ur. 25 maja 1971 w Łodzi) – polska zapaśniczka i judoczka, mistrzyni świata w zapasach z 1997.
Początkowo uprawiała judo. Była mistrzynią Europy juniorek w wadze do 52 kg w 1988 i wicemistrzynią rok wcześniej. Zdobyła również mistrzostwo Polski seniorów w 1992, wicemistrzostwo w 1996 oraz brązowe medale w 1987, 1988, 1989, 1991 i 1995.
Później uprawiała wyczynowo zapasy. Jej największym sukcesem jest zdobycie złotego medalu na mistrzostwach świata w 1997 w Clermont-Ferrand w kategorii do 51 kg. Była również brązową medalistką mistrzostw Europy w 1996 w Oslo w wadze do 50 kg. Zajęła także 8. miejsce w tej wadze na mistrzostwach świata w 1996 oraz 5. miejsce na mistrzostwach Europy w 1997 w wadze do 51 kg.
Była mistrzynią Polski w wadze do 50 kg w 1996 oraz w wadze do 51 kg w 1997 i 2004 oraz brązową medalistką w wadze do 51 kg w 2003.